# Decoração de Natal
Decoração natalina (português brasileiro) ou decoração natalícia ou enfeites de Natal (português europeu) é qualquer um dos vários tipos de decorações usadas na época do Natal. As cores tradicionais do Natal são verde, branco e vermelho. Azul e branco são muitas vezes utilizados para representar o inverno, ou às vezes o Hanucá, que ocorre na mesma época. Ouro e prata também são muito comuns, como são apenas sobre qualquer outra cor metálica. Ícones típicos do feriado incluem o Menino Jesus, Papai Noel e a estrela de Belém. Em muitos países, existem muitos tipos diferentes de decoração utilizadas em função das tradições e recursos disponíveis.

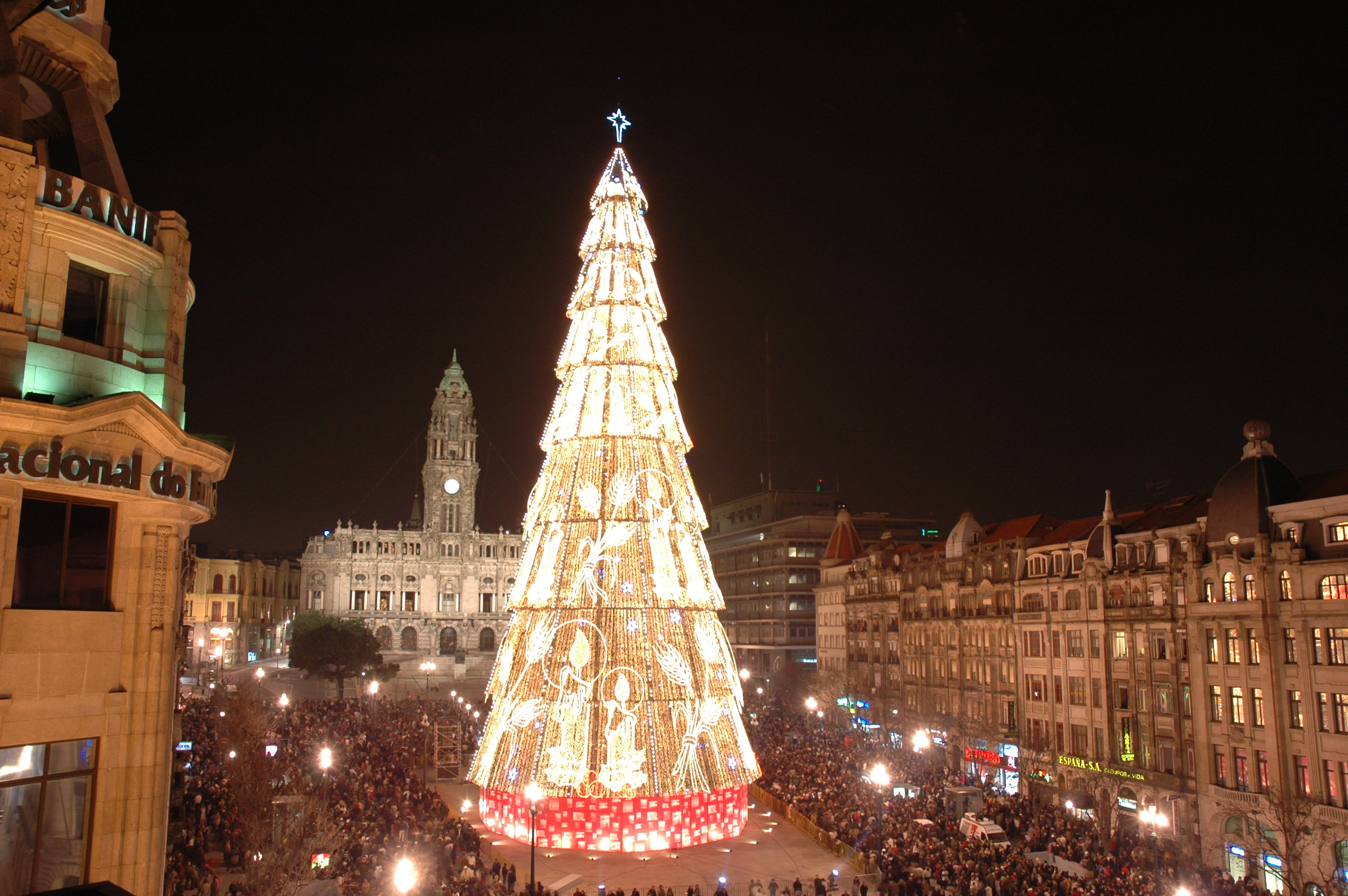
Maior Árvore de Natal da Europa no Porto, Portugal.

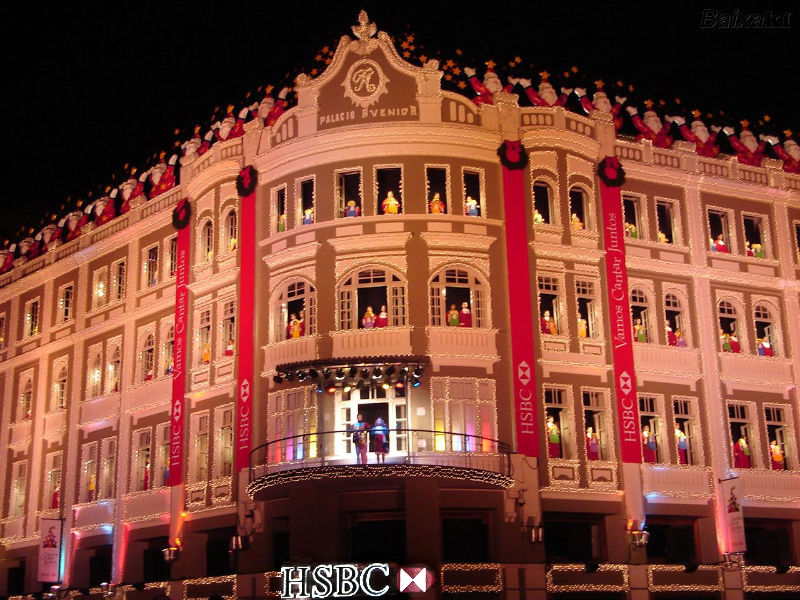
Palácio Avenida, em Curitiba, Brasil, decorado para o natal.

O dia de montar as decorações natalinas variam em cada país,[carece de fontes?] no Brasil as decorações, incluindo a montagem da Árvore de Natal, costumam ser realizadas no domingo mais próximo do dia 30 de Novembro, marcando o início do Advento. Algumas pessoas gostam de deixar para coroar a árvore de natal com uma estrela no dia 25 de Dezembro, simbolizando a Estrela de Belém. No dia 6 de Janeiro, comemora-se o Dia de Reis, data que assinala a chegada dos Três Reis Magos à Belém, encerrando a magia do Natal, quando a árvore de natal e demais decorações natalinas são desfeitas.

## História
A árvore de Natal é considerado por alguns como uma "cristianização" da tradições e rituais pagãos em torno do Solstício de Inverno, que incluía o uso de ramos verdes, além de ser uma adaptação de adoração pagã das árvores. Outra versão sobre a procedência da árvore de Natal, a maioria delas indicando a Alemanha como país de origem, uma das mais populares atribui a novidade ao padre Martinho Lutero (1483-1546), autor da Reforma Protestante do século XVI. Olhando para o céu através de uns pinheiros que cercavam a trilha, viu-o intensamente estrelado parecendo-lhe um colar de diamantes encimando a copa das árvores. Tomado pela beleza daquilo, decidiu arrancar um galho para levar para casa. Lá chegando, entusiasmado, colocou o pequeno pinheiro num vaso com terra e, chamando a esposa e os filhos, decorou-o com pequenas velas acesas afincadas nas pontas dos ramos. Arrumou em seguida papéis coloridos para enfeitá-lo mais um tanto. Era o que ele vira lá fora. Afastando-se, todos ficaram pasmos ao verem aquela árvore iluminada a quem parecia terem dado vida. Nascia assim a árvore de Natal. Queria, assim, mostrar as crianças como deveria ser o céu na noite do nascimento de Cristo.
No ano de 1223, no lugar da tradicional celebração do natal na igreja, São Francisco, tentando reviver a ocasião do nascimento do Menino Jesus, festejou a véspera do Natal com os seus irmãos e cidadãos de Assis na floresta de Greccio. São Francisco começou então a divulgar a ideia de criar figuras em barro que representassem o ambiente do nascimento de Jesus.
De lá pra cá, não há dúvidas que a tradição do presépio natalino se difundiu pelo mundo criando uma ligação com a festa do Natal. Já no século XVIII, a recriação da cena do nascimento de Jesus estava completamente inserida nas tradições de Nápoles e da Península Ibérica. 
Neste mesmo século, vindo de Nápoles, o hábito de manter o presépio nas salas dos lares com figuras de barro ou madeira difundiu-se por toda a Europa e de lá chegou ao Brasil. Hoje, nas igrejas e nos lares cristãos de todo o mundo são montados presépios recordando o nascimento do Menino Jesus, com imagens, de madeira, barro ou plástico, em tamanhos diversos.
Presépio, em hebraico significa "a manjedoura dos animais", sendo também utilizada como sinônimo de estábulo. No Novo Testamento, São Lucas conta que Jesus ao nascer foi reclinado em uma manjedoura, como as muitas que existiam nas grutas da Palestina, utilizadas para recolher animais.
A representação do presépio foi introduzida no séc. XIII, por São Francisco de Assis, ao idealizar a primeira cidade italiana de Greccio. São Francisco montou o primeiro presépio, em tamanho natural, numa gruta da cidade. O que restou desse presépio encontra-se atualmente na Basílica de Santa Maria Maior, em Roma. O hábito de manter o presépio nas salas dos lares com figuras de barro ou madeira difundiu-se por toda a Europa até chegar no Brasil. 

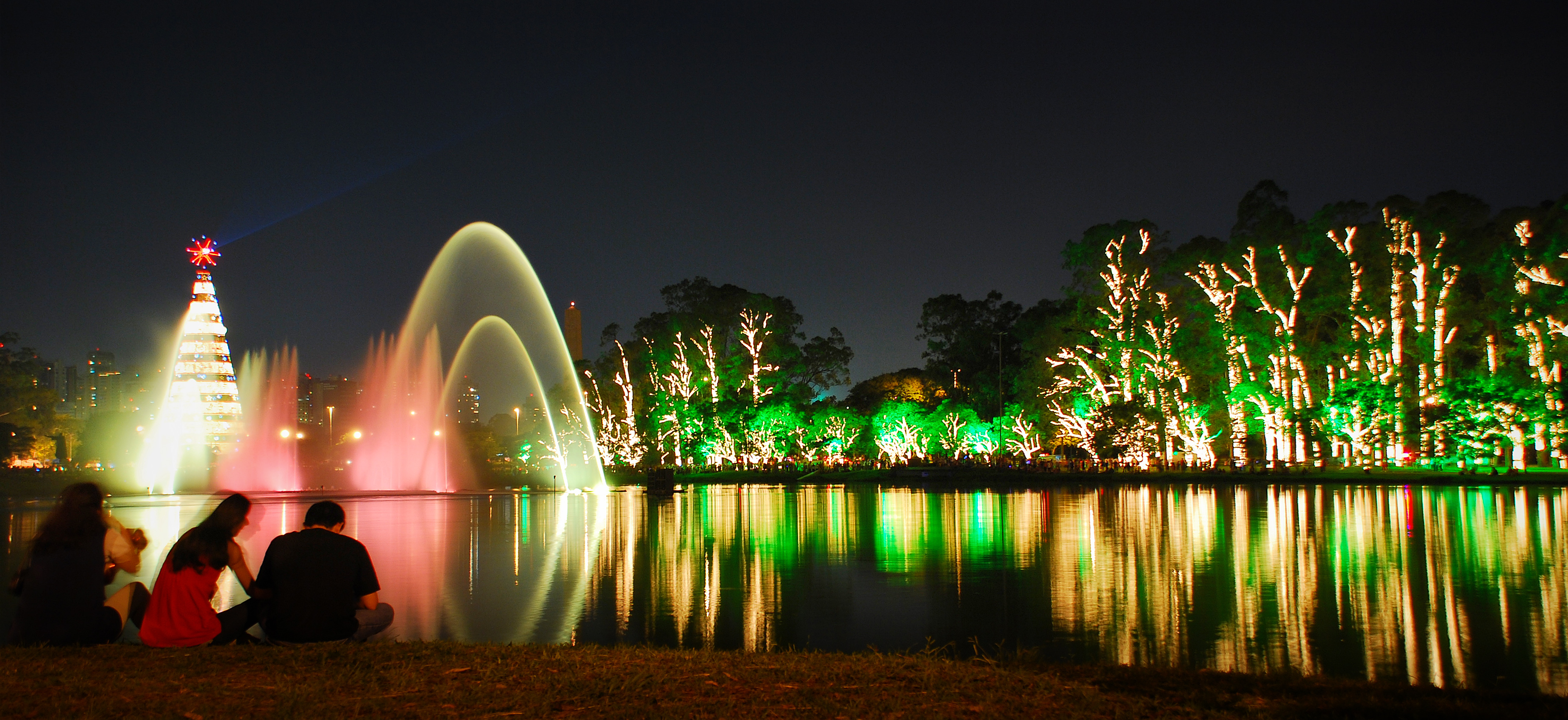
Fontes do parque Ibirapuera, em São Paulo, Brasil, em época natalina.